# Ликёр
Ликёр (через фр. liqueur, от лат. liquor — «жидкость») — ароматный, как правило, сладкий алкогольный напиток из фруктовых и ягодных соков, настоев душистых трав с добавлением кореньев и пряностей. Содержание этилового спирта варьирует в широких пределах (от 15% до 75% по объёму), а содержание сахара, как правило, колеблется между 25% и 60%.   
Коммерческое производство ликёров началось в Средние века, когда алхимики, врачи и монахи искали эликсир жизни. Это привело к появлению большого количества широко известных ликёров, в том числе носящих имена религиозных орденов, которыми эти напитки были впервые получены. В настоящее время производство ликёров развито практически повсеместно, те или иные местные разновидности нередко упоминаются в путеводителях для привлечения внимания туристов.

## Классификация
Из-за большого разнообразия ликёров и способов их производства существует множество вариантов классификации по разным признакам: по крепости, степени сладости (популярный во Франции метод), основным вкусовым ингредиентам (фруктовые, ягодные, цитрусовые, на травах, кореньях, цветах), по виду спиртовой основы. Название ликёра может являться торговой маркой (Baileys, Grand Marnier), или же просто родовым именем (шартрез, кюрасао).
Традиционно ликёры подразделяются на крепкие (35—45% спирта и 30—50% сахара), десертные (25—30% спирта и 25—30% сахара) и кремы (15—23% спирта и 50—60% сахара). К первой группе относится большинство наиболее старых ликёров, изобретённых монахами, аптекарями, кондитерами. Крем-ликёры появились относительно недавно, в середине XX века, они отличаются густотой и очень сладким вкусом. Иногда выделяют группу эмульсионных ликёров; такие ликёры характеризуются непрозрачностью, составом (на основе яиц, сливок, как правило с высоким содержанием жира), крепостью выше 15% спирта (18—35%) и содержанием сахара выше 15% (15—35%).

## Употребление
Ликёры обычно подают в конце обеда с чаем или кофе, а также в качестве дижестива. Употребляются как в неразбавленном виде, так и в составе множества смешанных напитков и коктейлей, хорошо смешиваются с различными соками. Есть отдельные виды, которые создаются только для употребления в коктейлях или разбавленном виде. Например, Everclear, крепость которого достигает 95% спирта по объёму. 
Многие виды ликёров используют для приготовления всевозможных блюд, прежде всего десертов.